# Boca Raton
Boca Raton [ˈboʊkə rəˈtoʊn] ist eine Stadt im Palm Beach County im US-Bundesstaat Florida mit 97.422 Einwohnern (Stand: 2020).

## Geographie
Boca Raton liegt im Südosten Floridas, etwa 70 km nördlich von Miami, am Atlantik. Die Stadt ist eine principal city der Metropolregion Miami. Das Stadtgebiet hat eine Fläche von 75,4 km². Im Umkreis von 10 km liegen folgende Orte: Highland Beach, Delray Beach, Deerfield Beach und Hillsboro Beach.

## Klima
Das Klima ist mild und warm, mit einem leichten Wind vom Meer. Statistisch regnet es in den Sommermonaten an durchschnittlich 40 % der Tage, wenn auch nur kurzfristig. Die höchsten Temperaturen sind von Mai bis Oktober, mit bis zu 33 °C. Die kältesten Monate von Dezember bis Februar haben durchschnittlich nur 12 °C. Schneefall ist in der Region nahezu unbekannt.

## Geschichte

### Von den Ureinwohnern bis in das 19. Jahrhundert
Die frühesten bekannten Einwohner im Gebiet Boca Raton waren die Tequesta, die in kleinen Gemeinschaften an der Küste bereits tausend Jahre zuvor bis ins 18. Jahrhundert lebten. Die Brücke über den Florida East Coast Canal und der Bau der Florida East Coast Railway um 1890 brachten eine Reihe findiger Pioniere in die Gegend. Bis 1900 war Boca Raton eine kleine landwirtschaftliche Gemeinde, deren Bauern sich auf die Kultivierung der Ananas spezialisiert hatten. Daneben gab es eine Gruppe japanischer Einwanderer unter der Führung von Joseph Sakai, der 1904 ein kleines Dorf in Höhe der heutigen Yamatostraße bildete.

### Im 20. Jahrhundert
Im Mai 1925, auf der Höhe des Florida-Landbooms, beauftragte der Gemeinderat den Architekten Addison Mizner damit, eine Ferien-Gemeinde der Superklasse zu planen. Sein exklusives Hotel, bekannt als Cloister Inn, wurde 1926 fertiggestellt. Obwohl sich viele Pläne Mizners für die junge Gemeinde durch Besitzübertragungen während des Landbooms in Rauch auflösten, überlebten doch einige, und sein architektonischer Stil beeinflusst noch heute das Aussehen der Stadt.
In den 1930er und 1940er Jahren war der Ort für sein Wintergemüse bekannt, besonders für Brechbohnen, die auf den nördlichen Märkten prämiert wurden. 1942 gründete die United States Air Force auf von der japanischen Bevölkerung konfisziertem Land einen Luftwaffenstützpunkt, die Boca Raton Army Air Force Base, welche vorrangig für das Training von Boeing B-29-Einheiten errichtet wurde. Der heutige Flughafen wurde auf Teilen dieses Stützpunktes erstellt. Diese Militäransiedlung führte für die kleine Stadt, die 1940 nur 723 Einwohner hatte, zu einem Bevölkerungszuwachs um rund 30.000 Soldaten, Zivilangestellte und deren Familien. In den 1960er Jahren erfuhr der Süden Floridas seinen zweiten Landboom mit der Folge, dass immer mehr Sumpfland trockengelegt und daraus Ackerland wurde, während stadtnahes Ackerland zu Bauland wurde und sich die Stadtgrenzen ausdehnten.
1962 bekam Boca Raton – ebenfalls auf den Flächen des nun stillgelegten Militärstützpunktes – die neue Florida Atlantic State University. IBM verlagerte 1967 eine seiner Computer-Entwicklungen nach Boca Raton, und 1981 wurde hier der IBM-PC entwickelt. Während der 1980er und 1990er Jahre richtete die Stadt ihr Augenmerk auf die Neuentwicklung der Innenstadt unter Erhaltung der historischen Gebäude und Plätze, wie des ehemaligen Rathauses und des FEC-Bahnhofs. Die historischen Gebäude wurden renoviert und für das Publikum geöffnet.

### Seit dem 21. Jahrhundert
In der Stadt hielt Präsidentschafts-Herausforderer Mitt Romney 2012 die heimlich gefilmte Rede, in der er vor einem Publikum aus finanzstarken Wahlkampf-Spendern 47 Prozent der Amerikaner als „Sozialschmarotzer“ bezeichnete. In der kleinen Lynn University, in der 24 Prozent der Studierenden aus dem Ausland kommen, fand am 22. Oktober 2012 das dritte Fernseh-Rededuell der Präsidentschaftskandidaten statt. Fünf Millionen Dollar hatte die kleine Hochschule – 2100 Studenten und 181 Dozenten – investiert, um die Infrastruktur für das Medienereignis und tausende Journalisten einzurichten und einen sicheren Ablauf zu gewährleisten.

## Religionen
In Boca Raton gibt es derzeit 35 verschiedene Kirchen mit 14 verschiedenen Konfessionen, darunter ist die Baptistengemeinde mit 5 Kirchen am stärksten vertreten. Weiterhin gibt es 4 zu keiner Konfession gehörende Kirchen (Stand: 2004).

## Demographische Daten
Laut der Volkszählung 2010 verteilten sich die damaligen 84.392 Einwohner auf 44.539 Haushalte. Die Bevölkerungsdichte lag bei 1198,8 Einw./km². 88,5 % der Bevölkerung bezeichneten sich als Weiße, 5,2 % als Afroamerikaner, 0,2 % als Indianer und 2,4 % als Asian Americans. 2,1 % gaben die Angehörigkeit zu einer anderen Ethnie und 1,6 % zu mehreren Ethnien an. 11,9 % der Bevölkerung bestand aus Hispanics oder Latinos.
Im Jahr 2010 lebten in 22,8 % der Haushalte Kinder unter 18 Jahren sowie 33,9 % aller Haushalte Personen im Alter von mindestens 65 Jahren. 58,7 % der Haushalte waren Familienhaushalte (bestehend aus verheirateten Paaren mit oder ohne Nachkommen bzw. einem Elternteil mit Nachkomme). Die durchschnittliche Größe eines Haushalts lag bei 2,20 Personen und die durchschnittliche Familiengröße bei 2,79 Personen.
21,0 % der Bevölkerung waren jünger als 20 Jahre, 21,8 % waren 20 bis 39 Jahre alt, 29,3 % waren 40 bis 59 Jahre alt und 27,8 % waren mindestens 60 Jahre alt. Das mittlere Alter betrug 45 Jahre. 48,9 % der Bevölkerung waren männlich und 51,1 % weiblich.
Das durchschnittliche Jahreseinkommen lag bei 71.414 $, dabei lebten 10,6 % der Bevölkerung unter der Armutsgrenze.
Im Jahr 2000 war Englisch die Muttersprache von 79,89 % der Bevölkerung, spanisch sprachen 9,28 % und 10,83 % hatten eine andere Muttersprache.

## Sehenswürdigkeiten (Auswahl)

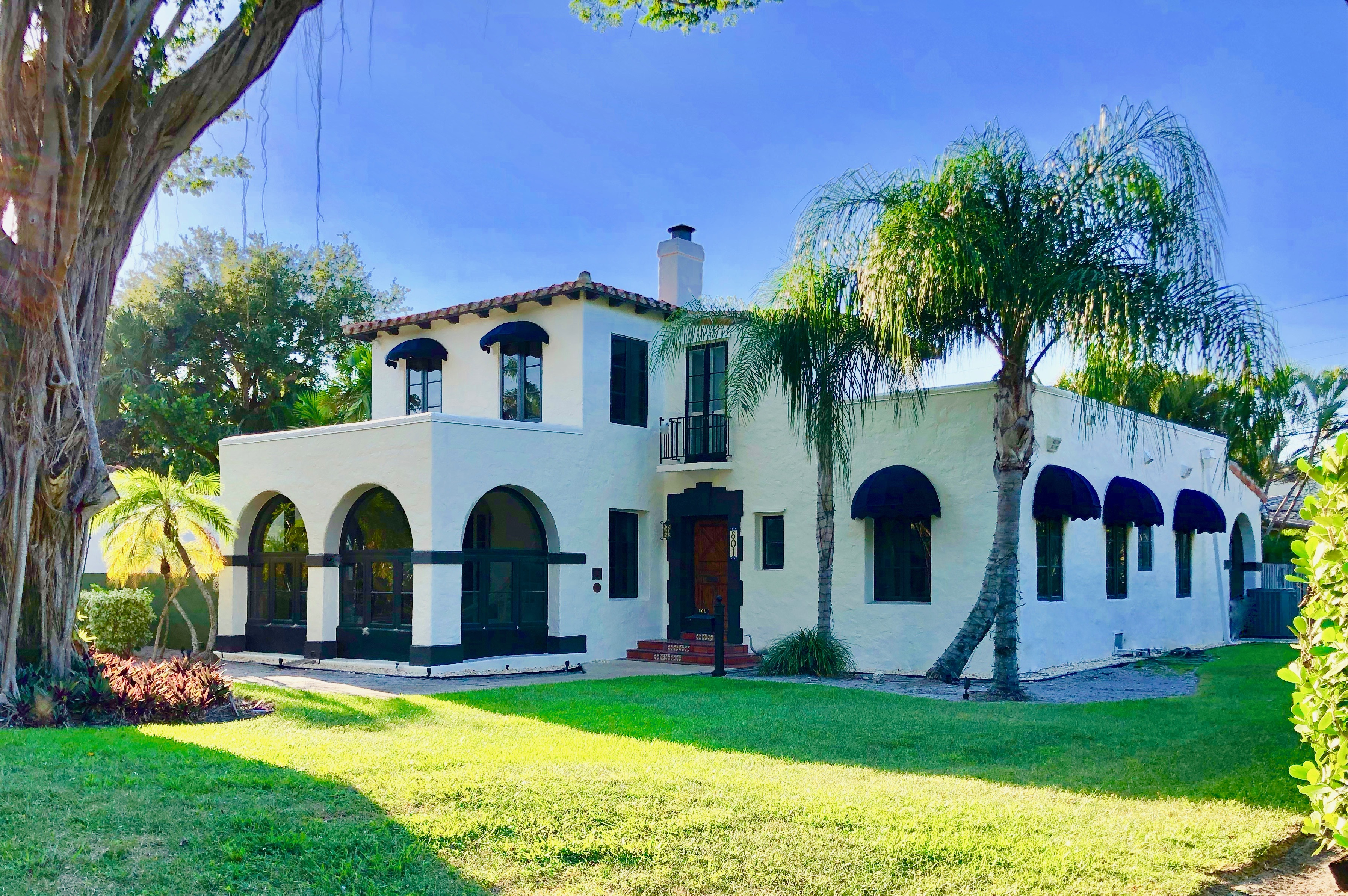
Das Fred C. Aiken House ist im September 1992 in das NRHP aufgenommen worden.

Neun Bauwerke und Stätten in Boca Raton sind im National Register of Historic Places (NRHP) eingetragen (Stand 5. Mai 2020):
| - Administration Buildings - Fred C. Aiken House - Boca Raton Fire Engine No. 1 - Boca Raton Old City Hall - Florida East Coast Railway Passenger Station | - House at 1240 Cocoanut Road - Lavender House - Seaboard Air Line Dining Car-6113 - Seaboard Air Line Lounge Car-6603 |

## Parks und Sportmöglichkeiten

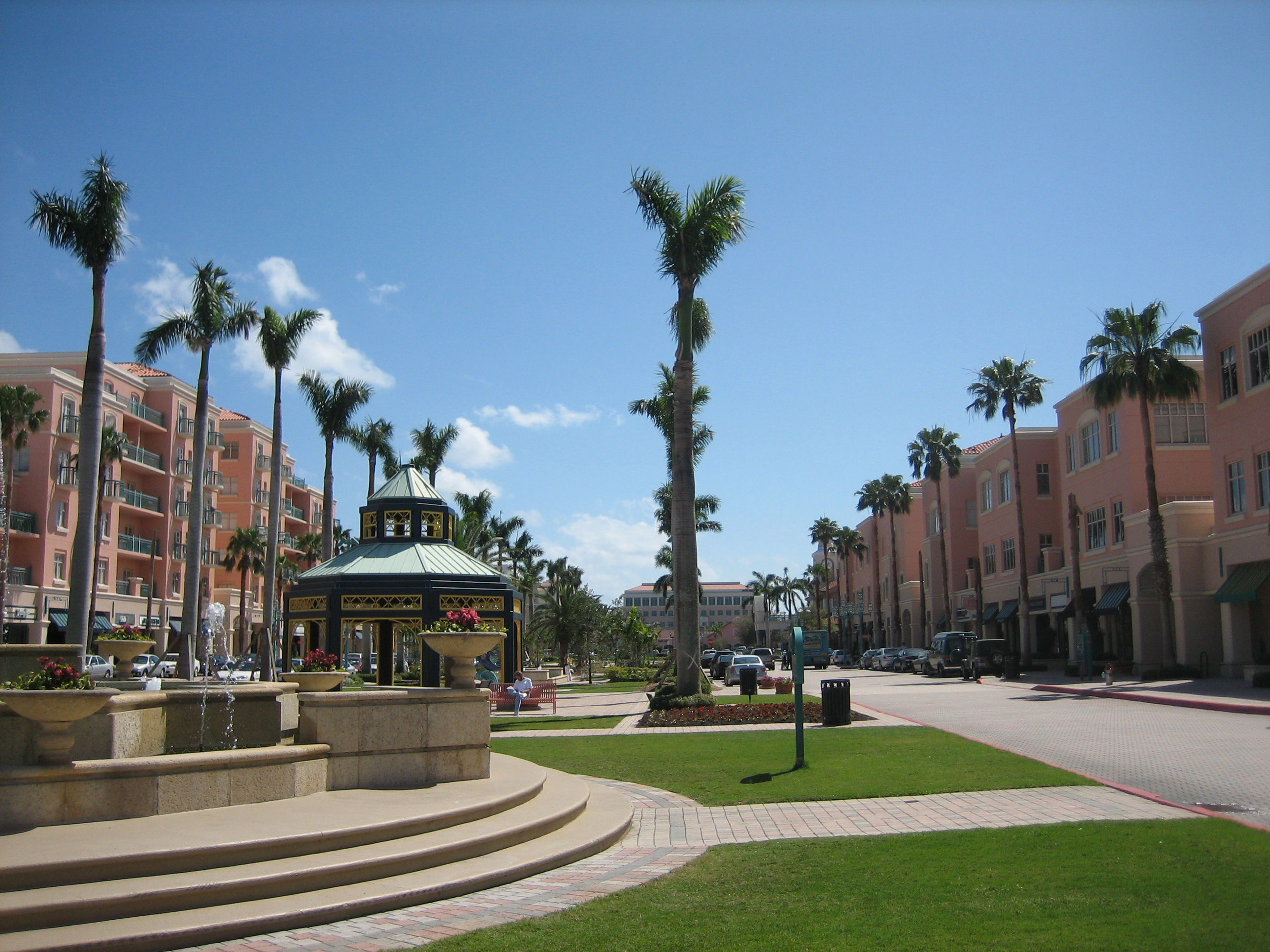
Teil des Mizner Parks

Es gibt ein kleines Angebot von verschiedenen Stadtparks, mehrere sportliche Einrichtungen sowie Spielwiesen und Möglichkeiten zum Camping und Grillen. Der Strand bietet alle möglichen Strand- und Wassersportarten. Ein beliebtes Ausflugsziel ist der Freizeitpark Mizner.

## Wirtschaft und Infrastruktur

### Überblick
Dem E-Mail-Sicherheitsanbieter MessageLabs zufolge ist Boca Raton die Hauptstadt des Spam. Ein großer Anteil des weltweiten Spam wird von hier versandt. Nach Richard Breeden ist die Küstenstadt die einzige Stadt in Florida, „wo es mehr Haie an Land als im Wasser gibt“. Die wichtigsten Beschäftigungszweige sind: Ausbildung, Gesundheit und Soziales (17,1 %), Handel/Einzelhandel (12,5 %), Finanzen, Versicherungen und Immobilien (13,0 %), Zukunftstechnologien, Management, Verwaltung (15,2 %), Kunst, Unterhaltung, Lebensmittel, Restaurants (10,6 %). Die Unternehmen American Media und CRC Press haben ihren Sitz in Boca Raton.

### Verkehr
Die Stadt liegt an der Interstate 95 sowie an den Florida State Roads A1A, 794, 800 und 808.
Mit dem Flugzeug ist die Stadt international über die folgenden Flughäfen zu erreichen: Den Palm Beach International Airport bei West Palm Beach, etwa 32 km entfernt, den Fort Lauderdale-Hollywood International Airport bei Fort Lauderdale, etwa 34 km entfernt, sowie den Miami International Airport bei Miami, etwa 68 km entfernt. Für den nationalen Flugverkehr bietet sich noch der Boca Raton Airport, etwa 2 km entfernt, an.

### Kliniken
In der Stadt gibt es zwei Kliniken, das Boca Raton Medical Center und das West Boca Medical Center.

## Bildung

### Schulen
Die wichtigsten Schulen, die auch das Umland mitversorgen, sind:
- Saint Andrew’s School (Ganztagsschule und Internationale Boardingschool), etwa 900 Schüler
- Waters Edge Elementary School, etwa 1100 Schüler
- Whispering Pines Elementary School, etwa 540 Schüler
- Coral Sunset Elementary School, etwa 1000 Schüler
- Hammock Pointe Elementary School, etwa 980 Schüler
- Addison Mizner Elementary School, etwa 850 Schüler
- Del Prado Elementary School, etwa 830 Schüler
- Sandpiper Shores Elementary School, etwa 800 Schüler
- Eagles Landing Middle School, etwa 1500 Schüler
- Loggers’ Run Middle School, etwa 1400 Schüler
- Omni Middle School, etwa 1250 Schüler
- Don Estridge High Tech Middle School, etwa 1200 Schüler
- Boca Raton Middle School, etwa 1100 Schüler
- Spanish River High School, etwa 3250 Schüler
- Olympic Heights Community High School, etwa 2600 Schüler
- Boca Raton High School, etwa 1800 Schüler
- Verde Elementary School[10]

### Weiterführende Bildungseinrichtungen
Als weiterführende Bildungseinrichtungen gibt es in der Stadt folgende Universitäten und Colleges:
- Florida Atlantic University
- Lynn University (1962 gegründet, 2100 Studenten, 181 Dozenten)[6]
- Florida State College
- Travel Career Institute
- Boca Beauty Academy

### Bibliothek
Boca Raton hat eine öffentliche Bibliothek mit etwa 140.000 Büchern, etwa 12.000 Audio- und etwa 15.000 Video-Dokumenten.

## Kriminalität
Die Kriminalitätsrate lag im Jahr 2010 mit 179 Punkten (US-Durchschnitt: 266 Punkte) im niedrigen Bereich. Es gab einen Mord, 13 Vergewaltigungen, 49 Raubüberfälle, 113 Körperverletzungen, 459 Einbrüche, 1940 Diebstähle, 108 Autodiebstähle und eine Brandstiftung.

## Söhne und Töchter der Stadt
- Megan Hauserman (* 1981), Model und Reality-Soap-Darstellerin
- Eric André (* 1983), Schauspieler
- Harrison Gimbel (* 1990), Pokerspieler
- Blair Walsh (* 1990), American-Football-Spieler
- Allie Will (* 1991), Tennisspielerin
- Ariana Grande (* 1993), Schauspielerin und Sängerin
- Troy Gentile (* 1993), Schauspieler
- Matthew Brabham (* 1994), australisch-US-amerikanischer Automobilrennfahrer
- Charly Summer (* 1996), Pornodarstellerin
- Kira Kosarin (* 1997), Schauspielerin und Sängerin
- Jakob Chychrun (* 1998), Eishockeyspieler
- Inés Castillo (* 1999), peruanische Badmintonspielerin
- Jackson Pace (* 1999), Schauspieler
- Noa Ganthier (* 2002), haitianische Fußballspielerin
- Lara Larco (* 2002), haitianische Fußballtorhüterin
- Caroline Marks (* 2002), Surferin
- Darwin Blanch (* 2007), Tennisspieler